# Велоспорт на летних Олимпийских играх 1924
Соревнования по велоспорту на летних Олимпийских играх 1924 года проводились только среди мужчин. Было два вида состязаний на шоссе и четыре — на треке. В 1924 году в последний раз в истории олимпийского велоспорта проводились состязания по трековым гонкам на 50 км, впервые введённые в 1920 году.

## Общий медальный зачёт
| Место | Страна         | Золото | Серебро | Бронза | Всего |
| ----- | -------------- | ------ | ------- | ------ | ----- |
| 1     | Франция        | 4      | 0       | 2      | 6     |
| 2     | Нидерланды     | 1      | 1       | 1      | 3     |
| 3     | Италия         | 1      | 0       | 0      | 1     |
| 4     | Бельгия        | 0      | 2       | 1      | 3     |
| 5     | Великобритания | 0      | 1       | 1      | 2     |
| 6     | Дания          | 0      | 1       | 0      | 1     |
| 6     | Польша         | 0      | 1       | 0      | 1     |
| 8     | Швеция         | 0      | 0       | 1      | 1     |

## Медалисты
| Дисциплина                             | Золото                                                                                | Серебро                                                                 | Бронза                                                                     |
| -------------------------------------- | ------------------------------------------------------------------------------------- | ----------------------------------------------------------------------- | -------------------------------------------------------------------------- |
| Велошоссе Раздельная гонка             | Арман Бланшонне Франция                                                               | Хенри Хувенаэрс Бельгия                                                 | Рене Амель Франция                                                         |
| Велошоссе Командная раздельная гонка   | Франция · Арман Бланшонне · Рене Амель · Жорж Вамбс                                   | Бельгия · Хенри Хувенаэрс · Альфонс Парвондри · Жан ван ден Бош         | Швеция · Гуннар Скёльд · Эрик Болин · Рагнар Мальм                         |
| Велотрек 50 км                         | Якобюс Виллемс Нидерланды                                                             | Сирил Алден Великобритания                                              | Гарри Уилд Великобритания                                                  |
| Велотрек Спринт                        | Люсьен Мишар Франция                                                                  | Якоб Мейер Нидерланды                                                   | Жан Кюньо Франция                                                          |
| Тандем                                 | Франция · Люсьен Шури · Жан Кюньо                                                     | Дания · Эдмунд Хансен · Вилли Хансен                                    | Нидерланды · Герард ван Дракестейн · Мауритиус Петерс                      |
| Велотрек Командная гонка преследования | Италия · Анджело Де Мартино · Альфредо Динале · Аурелио Менегацци · Франческо Цукетти | Польша · Томаш Станкевич · Францишек Шимчик · Юзеф Ланге · Ян Лазарский | Бельгия · Жан ван ден Бош · Леонар Дагелинк · Хенри Хувенаэрс · Фернан Сэв |